# Gaiu Mic, Timiș
Gaiu Mic (sârbă Mali Gaj) este un sat în comuna Moravița din județul Timiș, Banat, România. Face parte din comuna Moravița și are o populație de 195 locuitori (2002).

## Localizare

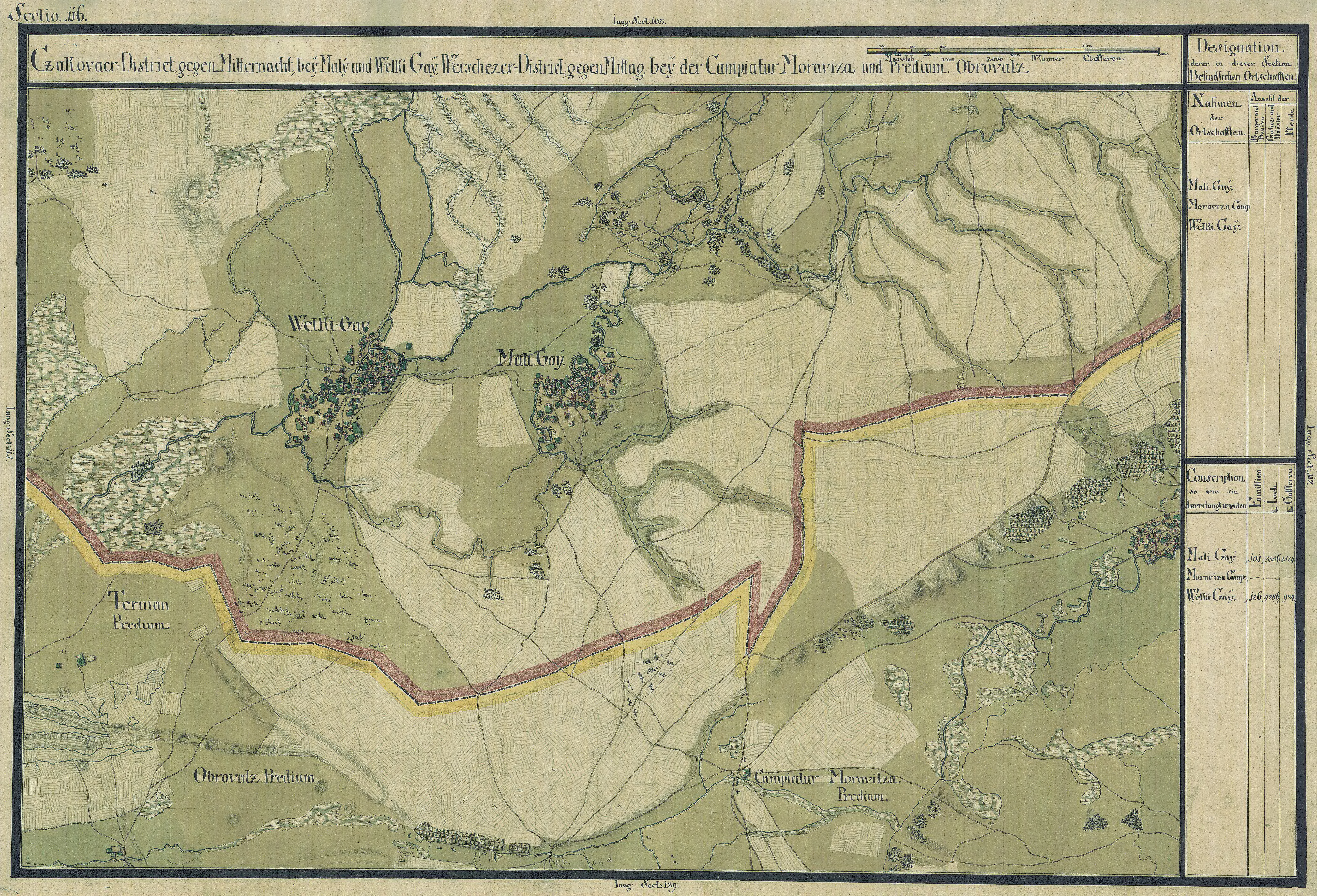
Gaiu Mic (reprezentat drept "Mali Gay") în Harta Iosefină a Banatului, 1769-72

Se situează în extremitatea sudică a județului Timiș, la granița dintre România și Serbia. Satul este mic și relativ izolat. Are o singură legătură stradală, un drum comunal de 5 km, care îl leagă de Stamora Germană și de drumul național DN59 Timișoara - vama Stamora Moravița. În trecut drumul comunal continua spre vest, până la localitatea vecină Gaiu Mare (Veliki Gaj), acum în Serbia, însă acum granița, care trece de la nord-vest până la sud de sat, acționează ca o barieră care izolează satul.
Distanța până la cel mai apropiat centru urban, orașul Deta, este de 18 km, pe șosea. Până la Timișoara sunt 54 km.

## Istorie

### Originea satului
Satul a luat ființă în timpul ocupației turcești a Banatului. Tradiția orală spune că numele Gaiu era numele dat românilor care se refugiau din calea otomanilor, în pădurile din apropiere. Defterurile turcești din secolul XVI vorbesc despre villa Gay sau Gayul, însă este nu se refereau la Gaiu Mic. Cu toate acestea, numele folosit de turci dar mai ales finala "-ul" sunt o dovadă a caracetrului românesc a localității medievale. Sârbii care s-au așezat aici au impus numele Maligai (Gaiu Mic), pentru a-l deosebi de localitatea Gaiu Mare (Veliki Gaj), situată în imediata apropiere, peste graniță.

### Atestarea documentară
Prima mențiune documentară o reprezintă conscripția de la 1717, efectuată de austrieci imediat după ce au cucerit Banatul. În această conscripție, Gaiu Mic este prezentat ca un sat sârbo-valah, cu numele Mali Gaj, cu 30 de case și aparținând de districtul Ciacova. Harta lui Mercy de la 1723-1725 o arată ca fiind nelocuită.

### Colonizarea slovacilor
În anul 1782, contele Cristofor Naco, aduce pe proprietatea sa de la Gaiu Mic, mai multe familii de slovaci. De altfel, și localitatea vecină, Stamora Germană (pe atunci slovacă), încă mai era locuită de slovaci. Însă slovacii din Gaiu Mic nu au rămas aici pentru mult timp. La 1806, ei au urmat calea slovacilor din Stamora Germană - care fuseseră nevoiți să se mute pentru a lăsa loc valurilor masive de coloniști germani - și s-au stabilit în alte localități slovăcești din Banat (precum Butin sau Clopodia). Astfel, Gaiu Mic a rămas o localitate mixtă, româno-sârbă.

### Secolele XIX-XX
Biserica a fost construită în 1828. De la începutul secolului XIX până în 1888, Gaiu Mic a fost proprietatea familiei Malenicza. De la aceasta, a fost cumpărată de Ioan Iagodici.
Dacă în trecut a fost o localitate mixtă (nu se știe în ce proporție), deja spre sfârșitul secolului XIX, când se efectuează primele recensăminte moderne, comunitatea sârbă apare mult mai puțin numeroasă.

## Demografie

### Evoluția populației
Conform datelor de la recensămintele istorice disponibile, românii au constituit majoritatea absolută a populației, conviețuind cu o comunitate de sârbi care nu depășea o cincime din total. Această comunitate s-a diminuat constant. La ultimul recensământ, în Gaiu Mic mai locuiau doar 7 persoane care s-au declarat etnici sârbi. 